# Bogomila Welsh-Ovcharov
Bogomila Welsh-Ovcharov, née en 1940 à Sofia, est historienne de l'art à l'université de Toronto à Mississauga et spécialiste du peintre Vincent van Gogh,. Son livre Van Gogh : The Lost Arles Sketchbook (Van Gogh : le carnet de croquis perdu d'Arles) contient des reproductions de croquis censés être de l'artiste, mais dont l'authenticité a été contestée,,,.
Elle a été co-commissaire avec Françoise Cachin de l'exposition Van Gogh à Paris au musée d'Orsay en 1988.

## Publications
- (en) The early work of Charles Angrand and his contact with Vincent van Gogh, Utrecht & Den Haag, Editions Victorine, 1971.
- (en) Vincent Van Gogh: His Paris Period, 1886-1888, Editions Victorine, Utrecht, 1976.
- (en) Vincent van Gogh and the Birth of Cloisonism, Toronto, Art Gallery of Ontario, 1981  (ISBN 0919876668)
- L'École de Rouen de l'impressionnisme à Marcel Duchamp 1878-1914, Musée des Beaux-Arts de Rouen, 1996, 207 p. (ISBN 2-901431-12-7), « Les premières œuvres de Charles Angrand et ses contacts avec van Gogh », p. 22-28
- (en) Van Gogh in Provence and Auvers, Hugh Lauter Levin Associates, 1999  (ISBN 0883636980)
- Vincent Van Gogh : le brouillard d’Arles, carnet retrouvé, Éditions du Seuil, 2013 (ISBN 9782021341935)
- (en) Vincent van Gogh: The Lost Arles Sketchbook, Abrams Books, 2016  (ISBN 978-1419725944)

## Distinctions
- Chevalière de l'ordre des Palmes académiques